# Dunnet
Dunnet (en gaélico escocés, Dùnaid) es una localidad de Caithness, en la región de las Tierras Altas de Escocia (Reino Unido). Está dentro de la parroquia de Dunnet. 

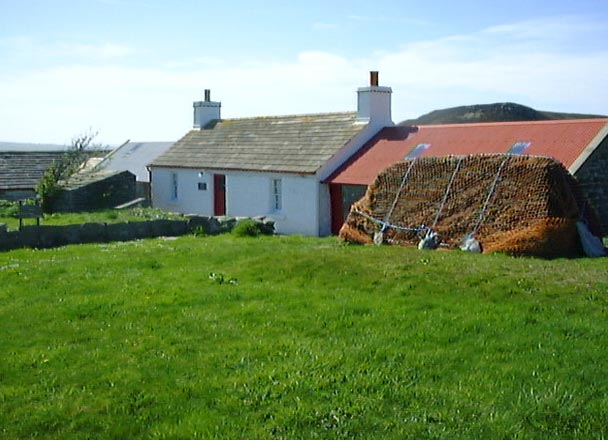
Museo y cottage de Mary Anne, un museo dedicado a la vida del minifundio, en Dunnet

El pueblo se centra en el cruce de carreteras entre la A836 y la B855. La A836 lleva hacia John o' Groats en el este y hacia Thurso y Tongue en el oeste. (En el cruce sin embargo, el alineamiento de la carretera es más norte-sur que este-oeste). La B855 lleva hacia Brough y la punta de Dunnet Head en el norte.
El cabo de Dunnet (Dunnet Head) es uno de los atractivos de la zona, puesto que es el punto más septentrional de la isla principal de Gran Bretaña, y no John o' Groats. En este cabo hay un faro que fue construido en el año 1831 por Robert Stevenson, abuelo del escritor Robert Louis Stevenson. En el cabo de Dunnet pueden verse ejemplares de prímula escocesa, especie endémica de la costa norte de Escocia. Por otro lado, la zona de la bahía (Dunnet Bay) es buena para el avistamiento de pájaros como patos haveldas, colimbos y frailecillos.